# Catherine Furbish
Catherine 'Kate' Furbish (Exeter, New Hampshire, 19 de mayo de 1834 - Brunswick, Maine, 6 de diciembre de 1931)  fue una botánica estadounidense que recopiló, clasificó e ilustró la flora nativa de Maine. Dedicó más de 60 años de su vida, viajó miles de millas por todo su estado natal y creó dibujos muy precisos y acuarelas de las plantas que encontró. 
Descubrió dos plantas que llevan su nombre: Pedicularis furbishiae (Furbish lousewort) y Aster corifolius L., var. furbishiae. 

## Biografía
Kate Furbish nació el 19 de mayo de 1834 en Exeter, New Hampshire, la hija mayor y única hija de Benjamin y Mary Lane Furbish. La familia se trasladó a Brunswick, Maine, poco después de su nacimiento. Cuando era niña, su padre llevaba a Furbish y a sus cinco hermanos menores a pasear por los bosques locales. Incluso cuando era pequeña, Furbish mostró un don para la botánica, ya que pudo identificar muchas de las plantas nativas de la zona.
Furbish siguió una educación en pintura y literatura francesa. Estudió dibujo en Portland y Boston.  Después se fue un año a París para perfeccionar su arte. Aunque no recibió una educación superior formalizada, en 1860, Furbish asistió a las conferencias del botánico estadounidense y el primer director del Museo Botánico de Harvard, George L. Goodale, en Boston.

## Vida personal
Furbish era artista, pero también científica, desafiando las normas sociales de la época. Llevaba la vida de una típica dama victoriana en el sentido de que se vestía apropiadamente, asistía a la iglesia regularmente y mantenía su casa en un orden impecable, pero a menudo se incomodaba con otras convenciones sociales y se refugiaba en su familia. Ella es descrita como muy independiente, viajó sola y no se casó. 
En 1860, Furbish se puso muy enferma después de un viaje a Boston, y pasó los siguientes 10 años recuperando su frágil salud. Para 1870, Furbish había recuperado la fuerza suficiente para reanudar sus paseos por el bosque en Maine. En 1873, su padre murió y le dejó una herencia lo suficientemente grande como para que pudiera dedicarse a su pasatiempo favorito.
Los residentes locales se acostumbraron a ver a Furbish en sus paseos. Algunas personas la consideraron inusual debido a su obsesión con la flora y el aire libre. Se le apodó "Posey Woman", apodo que le gustó. Cuando se le preguntó por qué estaba tan interesada en las "malas hierbas", Furbish citó al poeta estadounidense Henry Wadsworth Longfellow: "Sentimos la presencia de Dios en la naturaleza allí, la naturaleza grandiosa y horrible, y pisamos con reverencia donde todo está tan silencioso y opresivo en su silencio".

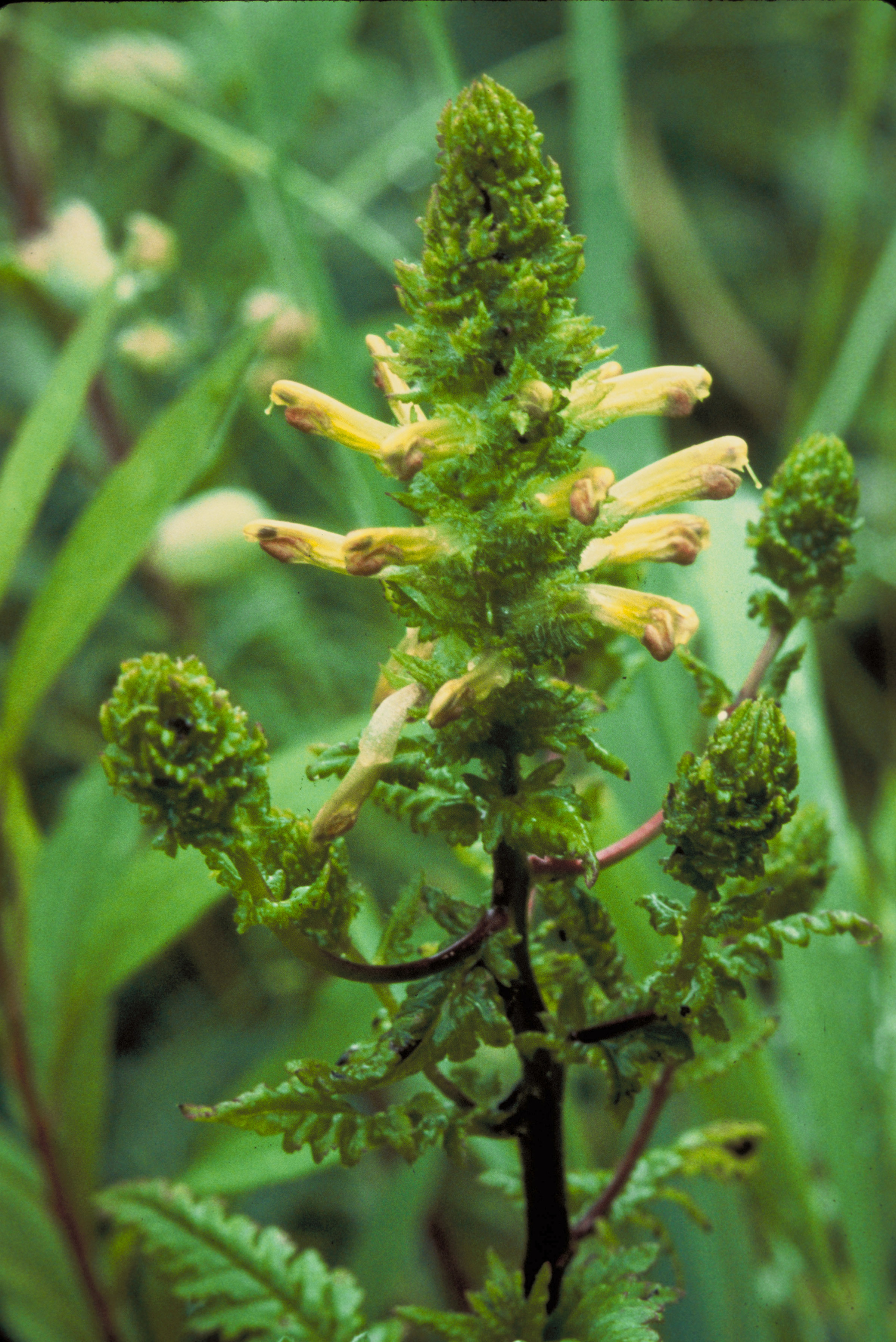
El "pedicularis furbishiae", también conocido como el piojo furbish.

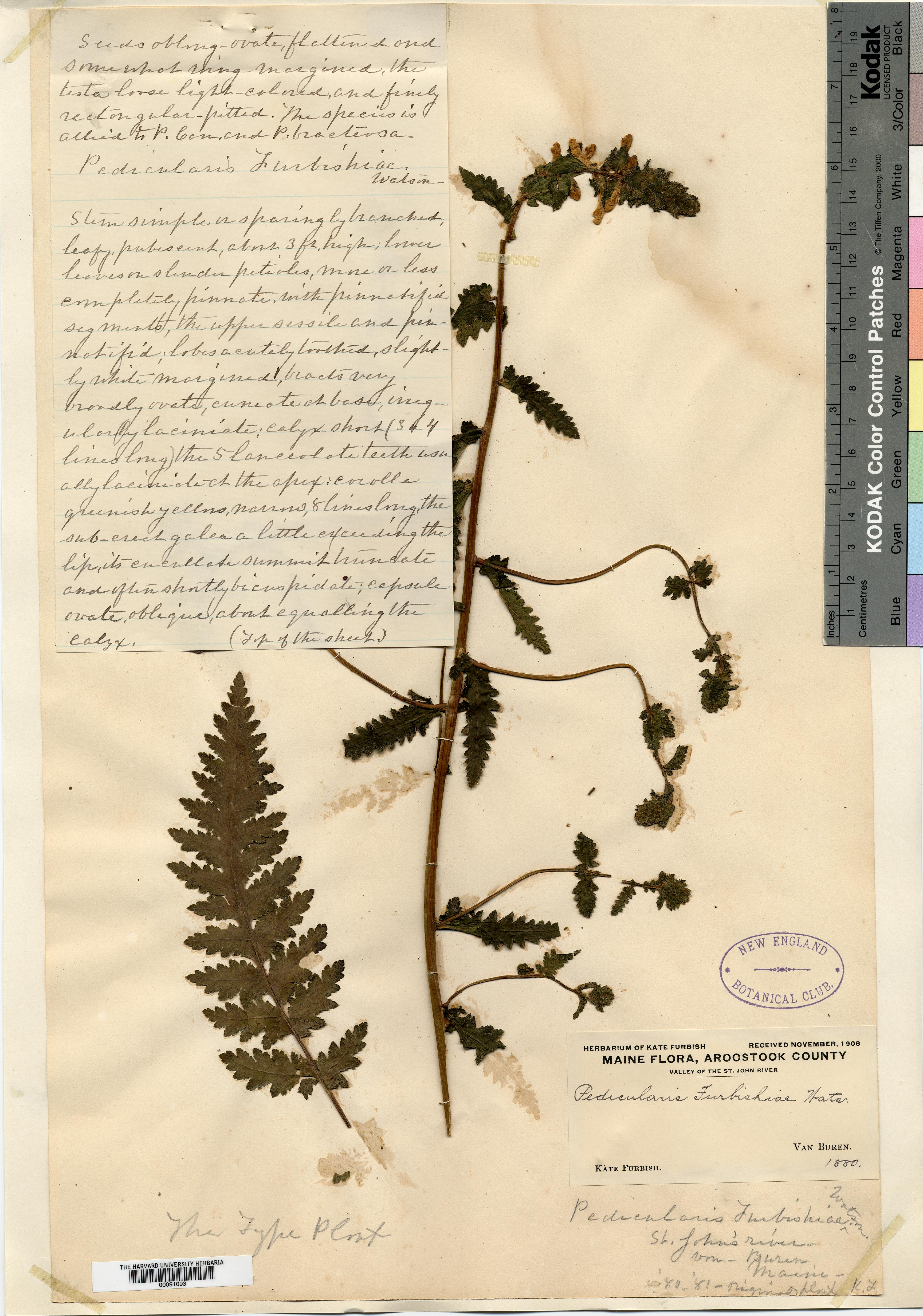
Prensado de Pedicularis furbishiae descubierto cerca del río San Juan.

## Trayectoria profesional
Durante los 38 años entre 1870 y 1908, Furbish completó la mayor parte de su pintura, coleccionando y clasificando la vida vegetal de Maine, viajando miles de millas a través del estado. Ella utilizó información de las conferencias de Goodale en Boston, así como el manual de botánica de Asa Gray para confirmar los detalles de algunos de sus descubrimientos y bocetos específicos detallados para sus futuras pinturas. A menudo atravesaba áreas silvestres vírgenes, y en el proceso, dio como resultado más de 4000 hojas de plantas secas y helechos. De 1897 a 1905, Furbish hizo sus ahora famosos bocetos de las 500 setas de Maine.
En 1880, cuando Furbish viajaba por el condado de Aroostook, se encontró con una cadena de plantas con hojas amarillas opacas. Esta planta ahora tiene su nombre, se llama Pedicularis furbishiae o piojo de Furbish (en referencia a la antigua creencia inglesa de que cuando el ganado pastaba en estas plantas, quedaban infestados con piojos). Este piojo nunca se ha encontrado en ninguna parte del mundo, excepto a lo largo de un tramo de 130 millas del río Saint John. Esta planta es tan rara que en 1976 se detuvo la construcción de una empresa de energía hidroeléctrica  y un proyecto de presa en el río Saint John para protegerla.  Otra planta que lleva su nombre es Aster cordifolius L. var. furbishiae.
En 1894, Furbish ayudó a fundar la Sociedad Botánica Josselyn de Maine y fue su presidenta desde 1911 hasta 1912. Furbish pronto recogió más de 1.300 acuarelas y estampados en un libro que abarcaba catorce volúmenes que tituló "Flora of Maine".

## Herencia
En 1908, Furbish decidió distribuir su investigación y trabajo. La "Flora de Maine" fue donada al Bowdoin College, mientras que sus 182 hojas de helechos prensados fueron donadas a la Sociedad de Historia Natural de Portland, y sus 4 000 hojas de plantas secas al New England Botanical Club, ahora en la Universidad de Harvard. En conjunto, su trabajo representaba la flora de más de 200 ciudades de Maine.
Furbish murió a la edad de 97 años el 6 de diciembre de 1931. Era conocida en las comunidades botánica y naturalista, y sus acuarelas y dibujos aún son ampliamente elogiados por los naturalistas profesionales.
En junio de 2018, la ciudad de Brunswick, ME, anunció que se nombrará una nueva escuela primaria en la ciudad en su honor. La escuela primaria Kate Furbish atenderá a estudiantes desde infantil hasta segundo grado y abrirá en el otoño de 2020.

## Otras lecturas
- Catherine Furbish (enlace roto disponible en Internet Archive; véase el historial, la primera versión y la última)., Encyclopædia Britannica
- Coburn, Louise Helen, 1856-1949. Kate Furbish, Botanist: An Appreciation. 1924.
- Graham, Ada and Frank, Jr., Kate Furbish and the Flora of Maine. Gardiner ME. Tilbury House, Publishers. 1995.
- Potter, David M. Conservation Strategy for Furbish Lousewort (Pedicularis furbishiae) Habitat on the St. John River, Maine. Augusta, ME. Maine State Planning Office. 1991.
- Schwarten, Lazella “Kate Furbish” in Notable American Women. Cambridge, MA. Harvard University Press, 1971, Vol. 1, pp. 686–687.